# Some People Have Real Problems
Some People Have Real Problems este cel de-al patrulea album de studio al interpretei australiane Sia. Lansat în anul 2008, albumul include discurile single „Day Too Soon”, „The Girl You Lost to Cocaine” și „Soon We'll Be Found”. În interpretările live al cântecului „Soon We'll Be Found”, Sia a folosit limbajul semnelor pentru a însoți modul său de a cânta. Albumul afișează un stil pop mai upbeat decât albumele downbeat anterioare al Siei, în timp ce vocea Siei este expusă pe o serie de balade mari. Piesa „Buttons”, a primit atenție datorită videoclipului în care fața Siei este distrusă de prinsori, șiruri, plase și multe altele. Albumul a debutat pe locul 26 în clasamentul Billboard 200 în Statele Unite ale Americii, care a devenit primul album din cariera sa care să intre în clasamentul respectiv.

## Ordinea pieselor pe disc
| Nr. | Titlu                          | Textier(i)                                     | Durată | Note |
| --- | ------------------------------ | ---------------------------------------------- | ------ | ---- |
| 01. | „Little Black Sandals”         | Sia Furler, Dan Carey                          | 4:14   | —    |
| 02. | „Lentil”                       | Sia Furler, Samuel Dixon                       | 4:27   | —    |
| 03. | „Day Too Soon”                 | Sia Furler, Samuel Dixon                       | 4:24   | [A]  |
| 04. | „You Have Been Loved”          | Sia Furler, Clifford Jones, Peter-John Vettese | 4:23   | —    |
| 05. | „The Girl You Lost to Cocaine” | Sia Furler, Rob Allum, Phil Marten, Eddie Myer | 2:40   | [A]  |
| 06. | „Academia”                     | Sia Furler, Dan Carey                          | 3:16   | —    |
| 07. | „I Go to Sleep”                | Ray Davies                                     | 3:47   | —    |
| 08. | „Playground”                   | Sia Furler, Samuel Dixon, Felix Bloxsom        | 3:29   | —    |
| 09. | „Death by Chocolate”           | Sia Furler, Greg Kurstin                       | 5:03   | —    |
| 10. | „Soon We'll Be Found”          | Sia Furler, Rick Nowels                        | 4:21   | [A]  |
| 11. | „Electric Bird”                | Sia Furler, Henry Binns                        | 4:26   | —    |
| 12. | „Beautiful Calm Driving”       | Sia Furler, Dan Carey                          | 5:02   | —    |
| 13. | „Lullaby”                      | Sia Furler, Dan Carey                          | 9:55   | [B]  |

Note
- A ^ Extras pe disc single.
- B ^ Include piesa ascunsă „Buttons” care este afișată ca și o piesă normală doar în versiunea australiană.

## Clasamente
| Țară (clasament)                                    | Poziția maximă | Referință |
| 2008-09                                             | 2008-09        | 2008-09   |
| --------------------------------------------------- | -------------- | --------- |
| Australia (ARIA – Australian Albums)                | 41             | [ 2 ]     |
| Belgia - Flandra (Ultratop – Belgian Albums)        | 83             | [ 2 ]     |
| Belgia - Valonia (Ultratop – Belgian Albums)        | 52             | [ 2 ]     |
| Franța (SNEP – French Albums)                       | 58             | [ 2 ]     |
| Regatul Unit (OCC – UK Albums)                      | 106            | [ 3 ]     |
| Statele Unite ale Americii (Billboard 200)          | 26             | [ 4 ]     |
| Statele Unite ale Americii (Top Alternative Albums) | 5              | [ 5 ]     |

## Certificări
| \| Țara \| Vânzări/ puncte \| Certificare \| Referințe \| \| --------- \| --------------- \| ----------- \| --------- \| \| Australia \| +35,000 \| \| [6] \| | Note - reprezintă „disc de aur”; |             |           |
| Țara | Vânzări/ puncte                  | Certificare | Referințe |
| Australia | +35,000                          |             | [ 6 ]     |

## Istoricul lansărilor
| Țară                       | Dată             | Casă de discuri            | Catalog    |
| -------------------------- | ---------------- | -------------------------- | ---------- |
| Statele Unite ale Americii | 8 ianuarie 2008  | Monkey Puzzle / Hear Music | HMCD–30629 |
| Regatul Unit               | 14 ianuarie 2008 | Monkey Puzzle              | MPRCDC1    |